# Bingo (супермаркет)
Bingo (повна назва: Bingo export-import Tuzla d.o.o.) — боснійська мережа супермаркетів зі штаб-квартирою в Тузлі (Боснія і Герцеговина).

## Історія
Bingo було створено в 1993 році боснійським бізнесменом Сенадом Джамбічем зі штаб-квартирою в Тузлі.
Джамбіч, шоста дитина шахтаря та електрика за фахом, розпочав дрібний бізнес у 1980-х: «До війни ми з двома братами мали в автобусі близько 120 вуликів і могли виробити до 30 тонн меду рік. У дев'яностих роках я працював на шахті».
У 2010 році Bingo отримав позику ЄБРР на підтримку енергоефективності — першу з багатьох інших позик від європейських банків розвитку.
У 2014 році Bingo стало найбільшою вітчизняною роздрібною компанією в Боснії та Герцеговині, придбавши компанії Interex BiH та Tuš Trade BiH. Товарообіг у 2014 році перевищив 500 мільйонів BAM .
У 2015 році у Bingo було відкрито 175 магазинів у Боснії та Герцеговині та працювало понад 5500 співробітників. У тому ж році, Джамбіч (з доходом в 258,9 млн євро) оцінювався Forbes як друга найбагатша людина в Боснії і Герцеговині після Ізудін Ахметліч, власника Hifa Group.
Після розпаду Хорватії Agrokor холдингу, Джамбіч купив кілька дочірніх компанії в Боснії і Герцеговині. Він також придбав фабрику закусок в Мазевіці в Тузлі.
У 2017 році Bingo стало найбільшою мережею супермаркетів в Боснії та Герцеговині після розколу між Konzum та Mercator в Боснії та Герцеговині. [джерело?]
Того ж року Джамбіч придбав фабрику Dita, якою керували самі співробітники з моменту банкрутства в 2014 році.
У 2018 році Джамбіч врятував компанію Tuzlanski kiseljak d.o.o., яка належала Pivara Tuzla.
9 жовтня 2020 року Bingo відкрив 215-й магазин.